# GOOD-BYE青春
「GOOD-BYE青春」（グッド・バイ・せいしゅん）は、日本のシンガーソングライターである長渕剛の楽曲。
1983年9月1日に東芝EMIのエキスプレスレーベルから11枚目のシングルとしてリリースされた。前作「恋人時代」（1983年）より5か月ぶりにリリースされたシングルであり、作詞は秋元康、作曲およびプロデュースは長渕、編曲は瀬尾一三が担当している。
長渕のラジオ番組にて放送作家を担当していた秋元と共に製作された曲であり、「夏の恋人」（1981年）以来の他人との共作となった。音楽性としては中南米風のアレンジが施されたアコースティック・ギター主体のフォークロックとなっている。
長渕自身が主演として出演したTBS系テレビドラマ『家族ゲーム』（1983年）主題歌として使用され、オリコンチャートでは最高位5位となり、長渕にとっては「順子/涙のセレナーデ」（1980年）以来となるヒット曲となった。また、ヒットに伴いテレビ番組への出演も増える事となった。
オリジナルアルバムには収録されず、ベスト・アルバム『FROM T.N.』（1983年）にて初収録された。それ以降では、『SINGLES Vol.2 (1983〜1988)』（1997年）、『BEST〜風〜』（2002年）、『Tsuyoshi Nagabuchi All Time Best 2014 傷つき打ちのめされても、長渕剛。』（2014年）などに収録されている。

## 背景
本作の作詞は秋元康が担当しているが、放送作家としてラジオ番組『長渕剛のオールナイトニッポン』（1979年 - 1980年、ニッポン放送）を担当していた秋元が、シングル「順子」（1980年）がヒットした時に長渕と共に「何か一緒にやろう」と話が盛り上がり、本作が出来上がったという。なお当時のシングルレコード盤では初期の物は「作詞：秋元康／作曲：長渕剛」と表記され、後に「作詞：秋元康／補作詞・作曲：長渕剛」と表記が直された。

## 音楽性
音楽情報サイト『CDジャーナル』では、「渋みのあるサウンドのうえに、やり場のない悲しみが溶け込む。（中略）アコースティック・ギターは、ひたすら陰のコード」、「虚ろで物憂げな思春期ならではの感情をノスタルジックに綴る。アンデスを想起させる中南米風のアレンジが無常や退廃を煽るよう」と表記されている。

## リリース
1983年9月1日に東芝EMIのエキスプレスレーベルよりリリースされた。
オリジナルアルバムには未収録となった。また、B面曲の「-100°の冷たい街」は、アルバム『HEAVY GAUGE』（1983年）からのシングルカットとなっている。

## 批評
| 専門評論家によるレビュー | 専門評論家によるレビュー |
| レビュー・スコア         | レビュー・スコア         |
| 出典                     | 評価                     |
| ------------------------ | ------------------------ |
| CDジャーナル             | 肯定的                   |

音楽情報サイト『CDジャーナル』では、「内向的な魅力あふれる内容だ。（中略）効果的に入るリフレインは哀愁を際立たせる」、「“ライララ、ライララ…”のフェードアウトも切ない」と評されている。

## チャート成績
オリコンチャートでは最高位5位、登場回数20回となり、売り上げ枚数は31.6万枚となった。長渕のシングルとしては、「順子/涙のセレナーデ」以来のオリコンチャートベスト10入りを果たした。

## ライブ・パフォーマンス
本作に関するテレビ出演は、1983年9月23日にフジテレビ系音楽番組『夜のヒットスタジオ』（1968年 - 1985年）に出演し、テレビドラマ『家族ゲーム』で共演した白川由美と電話で会話をした後に本曲を演奏した。
10月13日にはTBS系音楽番組『ザ・ベストテン』（1978年 - 1989年）にて18位にランクインし、スポットライトとして「順子」以来となる出演を果たした。また、11月3日には第4位での出演となった。
後年になってライブで演奏される事は全くなかったが、2004年8月21日に桜島にて開催された「桜島オールナイトコンサート」にて久しぶりに演奏され、その後2007年に開催されたライブツアー「COME ON STAND UP! 2007 ARENA TOUR」、2009年に開催されたライブツアー「Tsuyoshi Nagabuchi Acoustic Live 30th Anniversary」、2015年8月22日に富士山にて開催された「10万人オールナイト・ライヴ2015 in 富士山麓」、2018年に開催されたライブツアー「Arena Tour 2018 "Don't Think Twice"」にて演奏された。

## メディアでの使用
長渕本人も出演したTBS系テレビドラマ『家族ゲーム』（1983年）主題歌として使用された。また、B面曲の「-100℃の冷たい街」は同ドラマの挿入歌として使用された。
同テレビドラマへの出演のきっかけは、テレビ局プロデューサーである柳井満に説得された事による。柳井が家庭教師役の役者を捜していた頃電車に乗った際に、隣に座っている者がスポーツ新聞を読んでおり、石野真子との離婚報道として笑顔の長渕の写真が掲載されているのを見て「この人だ!」と思い決定した。また柳井は長渕に対し「適当なまじめさ、怖さ、優しさをあわせ持つ点で、この役は彼以外に考えられない」と長渕の役者としての素質を見抜いて主役に抜擢し、これに対し長渕は「説得され、最初で最後のつもり」との認識で同テレビドラマに出演する事を決定した。なお、同テレビドラマは8月26日から9月30日までの全6回で放送され20%近い視聴率を獲得し、雑誌などの媒体では「人気フォーク歌手が、役者として非凡な才能を見せ、演技力で周囲をうならせた」との記事が残された。

## カバー
- 张蔷（英語版） - 北京語バージョン、「多麼無奈」のタイトルでアルバム『害羞的女孩』（1986年）に収録。
- 羅可珺- 北京語バージョン、「只要你来」のタイトルで1990年にリリース。

## シングル収録曲
| 全作曲: 長渕剛。 |                     |                          |            |                  |      |
| #                | タイトル            | 作詞                     | 作曲・編曲 | 編曲             | 時間 |
| 1.               | 「GOOD-BYE青春」    | 秋元康・長渕剛（補作詞） | 長渕剛     | 瀬尾一三         | 3:28 |
| 2.               | 「-100°の冷たい街」 | 長渕剛                   | 長渕剛     | 瀬尾一三、長渕剛 | 4:51 |
| 合計時間:        | 合計時間:           | 合計時間:                | 合計時間:  | 6:58             |      |

## 収録作品
スタジオ音源
- 『FROM T.N.』（1983年）
- 『SINGLES Vol.2 (1983〜1988)』（1997年）
- 『BEST〜風〜』（2002年）
- 『Tsuyoshi Nagabuchi All Time Best 2014 傷つき打ちのめされても、長渕剛。』（2014年）

ライブ音源
- 『長渕剛 ALL NIGHT LIVE IN 桜島 04.8.21』（2004年） - 2004年8月21日の桜島特設会場公演から収録。
- 『富士山麓 ALL NIGHT LIVE 2015』（2016年） - 2015年8月22日の富士山麓ふもとっぱら特設会場から収録。

ライブ映像
- 『富士山麓 ALL NIGHT LIVE 2015』（2016年）